# Коэльо, Клаудио
Кла́удио Коэ́льо (исп. Claudio Coello; 2 марта 1642[…], Мадрид — 20 апреля 1693[…], Мадрид) — испанский художник барокко, считается одним из последних значительных художников Испании в XVII веке. Был придворным художником короля Карла II и сыном португальского скульптора Аугустина Коэльо.

## Биография
Происходил из португальской семьи, но родился в Мадриде. Учился живописи у Франсиско Риси, в то же время расписал алтарь монастыря Сан Пласидо. После знакомства с Хуаном Карреньо де Миранда получил доступ к королевской коллекции искусств, изучал творчества Тициана, Рубенса и Ван-Дейка.
Дружил с Хосе Доносо с которым вместе учился в Риме. Вместе с Доносо написал несколько фресок в Мадриде и Толедо, оформил арку к въезду Марии Луизы Орлеанской. В 1683 году стал епископом в архиепархии Сарагосы и был назначен придворным художником короля Карла II во время его проживания в дворце Эскориал.
Искусствовед Андрей Иванович Сомов для статьи в Энциклопедию Брокгауза и Ефрона отметил его как «одного из последних значительных живописцев Испании» после отъезда итальянского живописца Лука Джордано на родину. Его главной работой считается «Процессия св. гостии» из собрания дворца Эскориал.

## Галерея

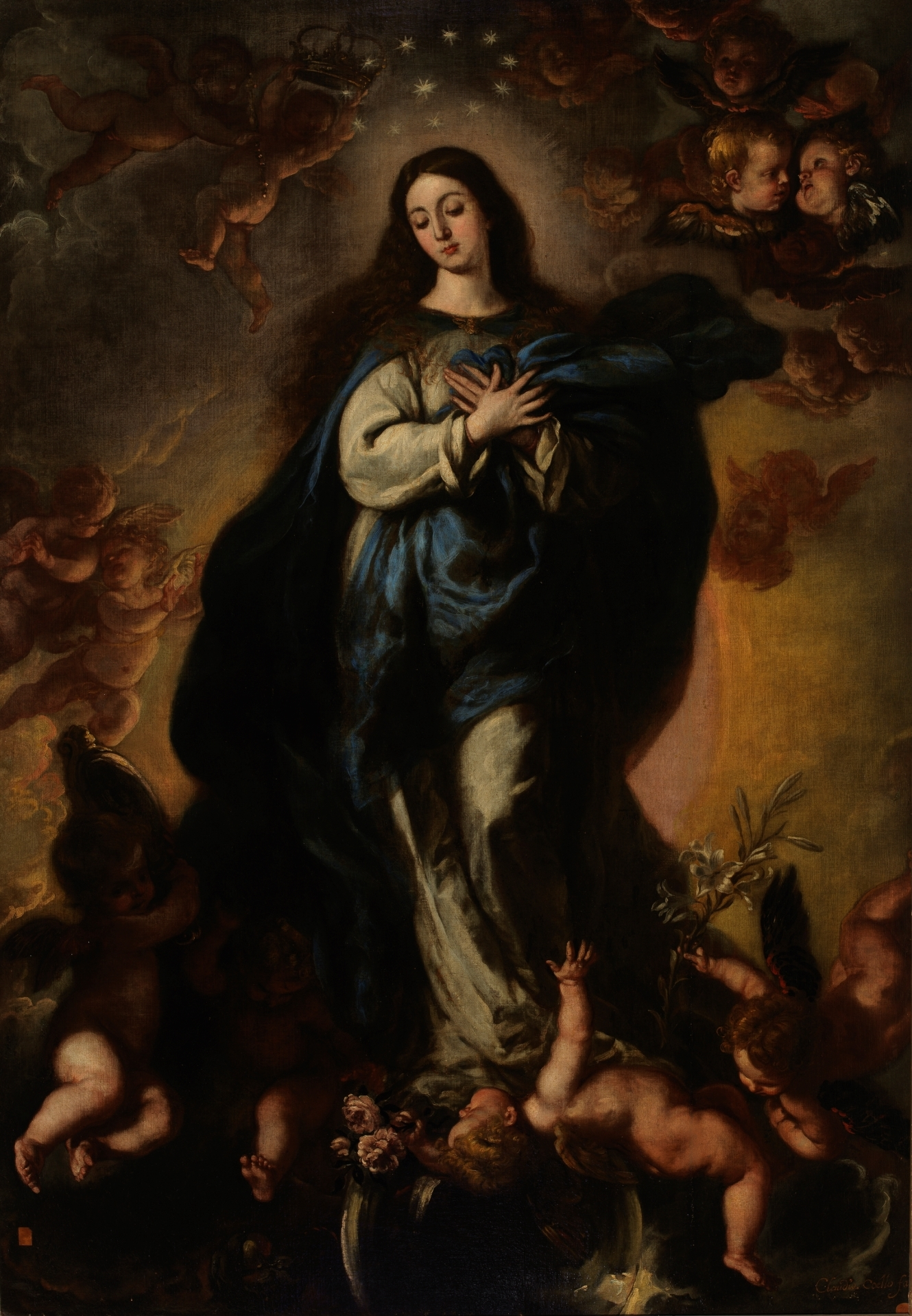
Непорочное зачатие Девы Марии
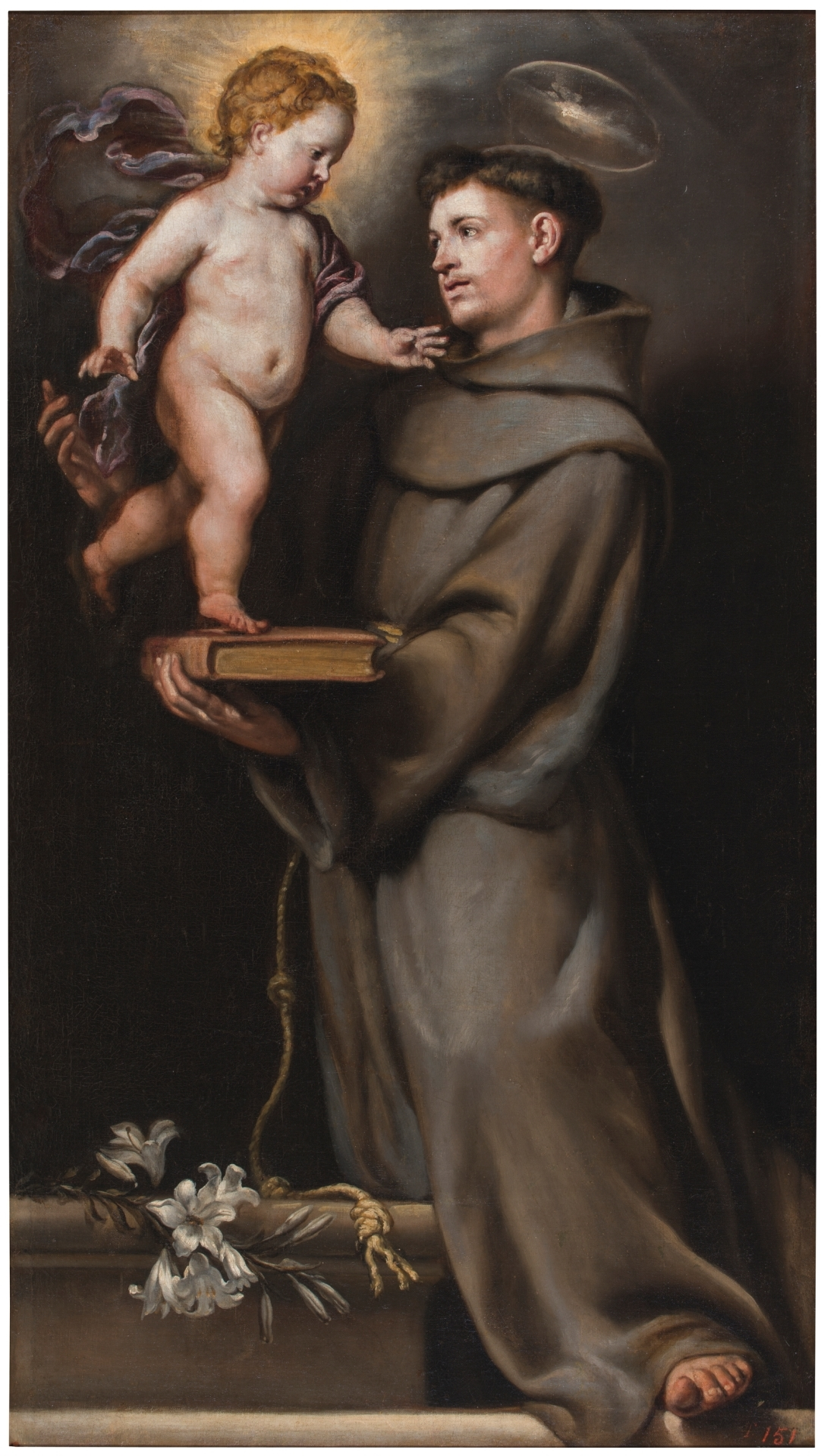
Антоний Падуанский
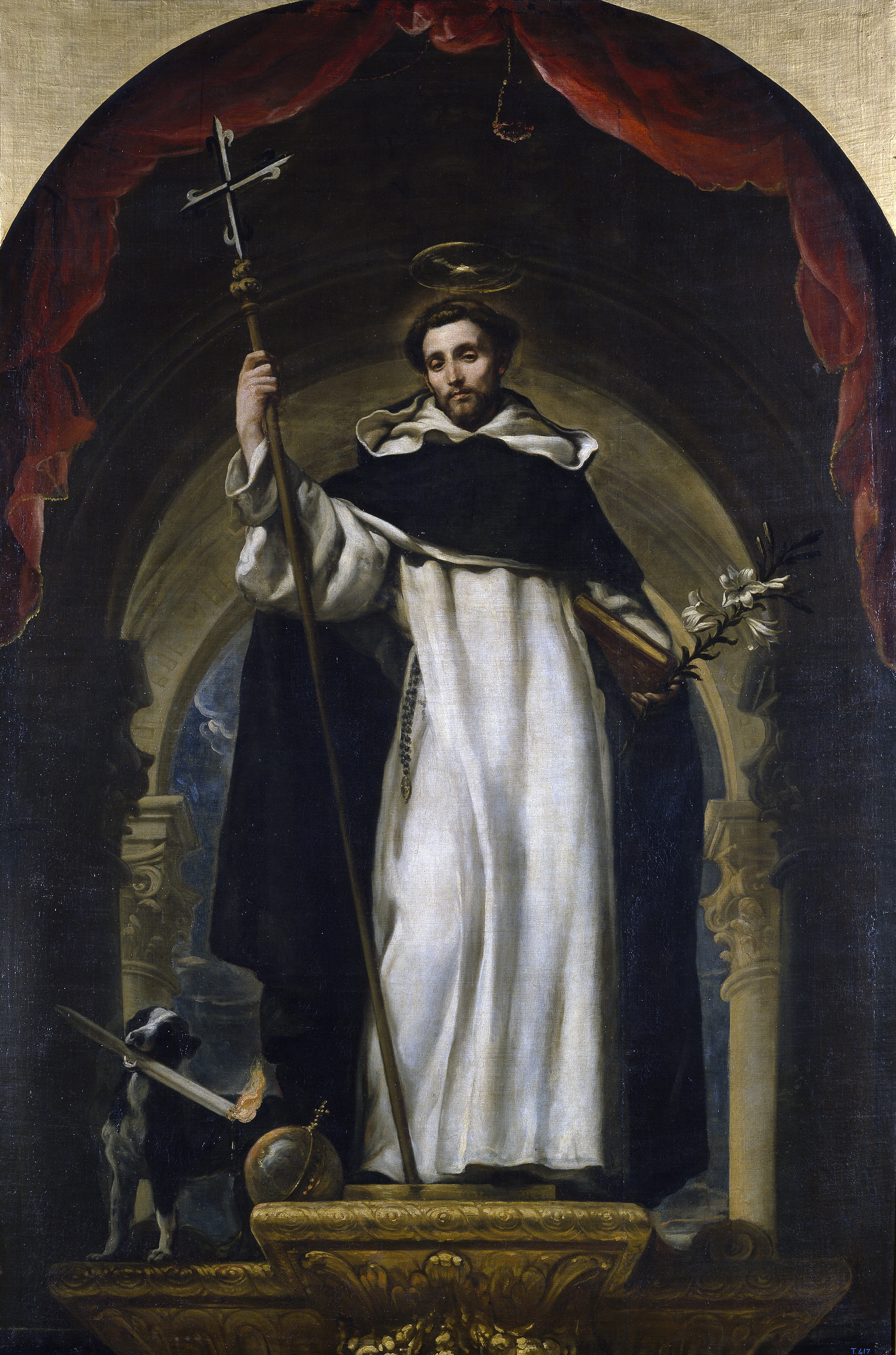
Доминик (святой)